# Платонов, Венедикт Михайлович
Венедикт Михайлович Платонов (22 марта 1909, Усть-Медведицкий округ, область Войска Донского — 31 декабря 1971, Клетская, Волгоградская область) — участник Великой Отечественной войны, Герой Советского Союза.

## Биография
Венедикт Михайлович Платонов Родился 22 марта 1909 года на хуторе Сарминском в крестьянской семье, окончил неполную среднюю школу, работал бригадиром рыболовецкого колхоза.
С 1931 — в рядах Красной Армии. В 1936 окончил курсы младших лейтенантов, в 1941 — курсы усовершенствования командного состава. Участник освободительного похода советских войск в Западную Украину и Западную Белоруссию 1939 года.
C июня 1941 — в боях Великой Отечественной войны. С июля 1941 находился на оккупированной территории, в августе 1941 организовал партизанский отряд, которым командовал до соединения с частями действующей армии 29 сентября 1943.
29 января 1945, будучи заместителем командира 56-го гвардейского кавалерийского полка (14-я гвардейская кавалерийская дивизия, 7-й гвардейский кавалерийский корпус, 1-й Белорусский фронт), исполнял обязанности командира полка, вместе с головным отрядом форсировал Одер северо-восточнее Грюнберга и в течение 2 суток отражал контратаки врага, не дав ему возможности выйти к переправе. 27 февраля 1945 присвоено звание Героя Советского Союза.
После войны продолжал службу; в 1952 окончил Высшие курсы офицерского состава. В 1955 в звании подполковника уволен в запас. Возвратился в родные места, где был председателем рыболовецкого колхоза.
Похоронен в станице Клетской Клетского района.

## Награды
- Медаль «Золотая Звезда» Героя Советского Союза
- Орден Ленина
- Три ордена Красного Знамени
- Орден Красной Звезды
- Медали